# Eugène Simon
Eugène Simon (Parijs, 30 april 1848 – aldaar, 17 november 1924) was een Frans arachnoloog. Hij heeft veel werk verricht op het vlak van de taxonomie van spinnen en bij de naamgeving ervan. Hij heeft ook een aantal geslachten gevormd, waaronder Anelosimus, Psellocoptus en Phlogius.
Daarnaast was Simon ook geïnteresseerd in de taxonomie van de kolibries (Trochilidae). Hij beschreef diverse soorten en breidde de taxonomische stamboom uit met geslachten als Anopetia, Stephanoxis, Haplophaedia en Taphrolesbia. In 1921 publiceerde hij Histoire Naturelle des Trochilidae, een omvattend werk over de kolibries. 
Zijn belangrijkste werk was Histoire Naturelle des araignees (1892-1903), een encyclopedisch overzicht van alle tot dan toe bekende spinnengeslachten. Het werd gepubliceerd in twee volumes van elk meer dan 1000 pagina's.